# Peter To Rot

Peter To Rot

Peter To Rot (* 5. März 1912 in Neupommern, Deutsch-Neuguinea; † 7. Juli 1945 in Rakunai, Neubritannien, Territorium Neuguinea) war ein römisch-katholischer Laie, Katechet und Märtyrer aus Papua. Er wird in der römisch-katholischen Kirche als Seliger verehrt. Seine Heiligsprechung ist für den 7. September 2025 angekündigt worden.

## Leben
Peter To Rot diente als Katechet in seinem Heimatdorf. Im Jahr 1936 heiratete er Paula Ia Varpit. Im Jahr 1942, während des Zweiten Weltkriegs, wurde Papua-Neuguinea von den Japanern besetzt. Peter To Rot verteidigte den katholischen Glauben und die katholischen Werte gegen die japanischen Besatzer und organisierte trotz eines Verbots der Besatzungsmacht Gottesdienste. To Rot wurde denunziert und von der japanischen Polizei verhaftet, die ihn folterte. Er wurde zu zwei Monaten Gefängnis verurteilt, die er in einem Konzentrationslager absitzen musste. Im Juli 1945 wurde ihm eine tödliche Injektion verabreicht. Als man feststellte, dass das Gift nicht schnell genug wirkte, wurde er zu Tode geprügelt.
Der Gedenktag ist der 7. Juli. Peter To Rot wurde am 17. Januar 1995 von Papst Johannes Paul II. seliggesprochen. Papst Franziskus kündigte im April 2025 seine Heiligsprechung an. Papst Leo XIV. setzte im ordentlichen Konsistorium vom 13. Juni 2025 seine Heiligsprechung für den 7. September 2025 fest, es wird die erste eines Menschen aus Papua-Neuguinea sein.